# Hüpogeion
A hüpogeion föld alá épített boltozatos helyiség megnevezése az ókori Görögországban és Rómában. Általában kultikus helyek, illetve sírboltok célját szolgálták. Szép példája a hüpogeionnak a Fertőrákoson feltárt római Mithrász-szentély.